# Moron biały

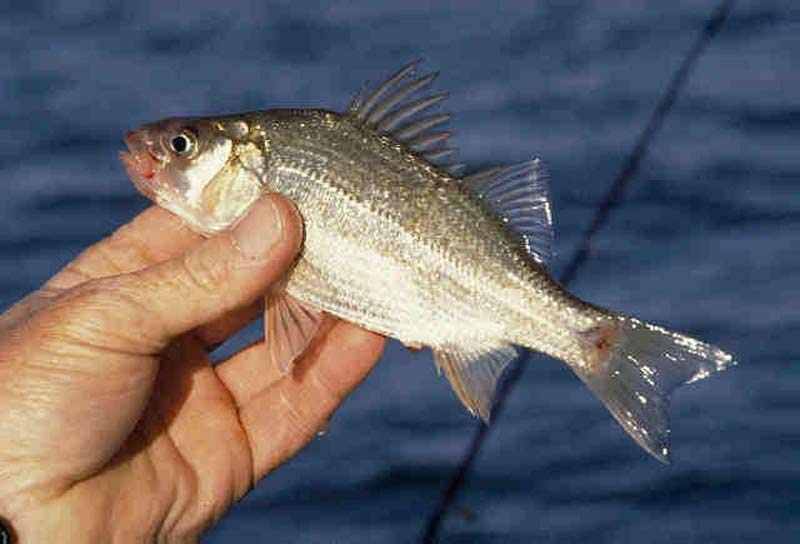
Moron biały

Moron biały (Morone americana) – gatunek ryby okoniokształtnej z rodziny moronowatych (Moronidae), opisywany wcześniej pod nazwą Roccus americanus, od której wywodzą się inne polskie nazwy zwyczajowe: skalnik biały i rokiel srebrzysty. Poławiany, głównie sportowo.
W 2018 został uznany jednym z gatunków inwazyjnych stanowiących największe zagrożenie dla bioróżnorodności i ekosystemów w Europie.

## Występowanie
Słone bagna, przybrzeżne wody słodkie i słone wschodniego wybrzeża Ameryki Północnej: od rzeki świętego Wawrzyńca i Jeziora Ontario na północy do Północnej Karoliny na południu i Nowej Szkocji na wschodzie.

## Cechy charakterystyczne
Srebrzystobiała barwa, niekiedy o ciemniejszym odcieniu w zależności od środowiska i wielkości ciała. Długość ciała do 49,5 cm. Masa do 2,2 kg.

## Rozmnażanie
Samica w czasie tarła trwającego około tygodnia składa do 140 tys. jaj, które zapładniane są zwykle przez kilku samców. Młode osobniki wylęgają się po sześciu dniach od zapłodnienia.

## Znaczenie gospodarcze
Poławiana gospodarczo na niewielką skalę. Połowy sportowe tego gatunku są dobrze rozwinięte u wybrzeży Karoliny i Wirginii. Mięso morona białego jest cenione ze względu na smak. Spożywane świeże. Moron biały jest spotykany w dużych akwariach.